# ديفيد سانشيز
ديفيد سانشيز (بالإنجليزية: David Sánchez)‏ هو عازف جاز أمريكي، ولد في 9 سبتمبر 1968 في Guaynabo, Puerto Rico ‏ في الولايات المتحدة.

## وصلات خارجية
- الموقع الرسمي
- ديفيد سانشيز على موقع ميوزك برينز (الإنجليزية)
- ديفيد سانشيز على موقع ديسكوغز (الإنجليزية)